# Động đất Nangarhâr 2009
Trận động đất tại Nangarhar 2009 là hai trận động đất liên tiếp đã tấn công miền đông Afghanistan trong sáng ngày 17 tháng 4, 2009 giết chết ít nhất 22 người và phá hủy gần 200 ngôi nhà.

## Động đất kép
Trận động đất đầu tiên với cường độ 5,5 độ Richter xảy ra lúc gần 01:57 sáng, giờ địa phương (21:27 giờ phối hợp quốc tế) lúc mọi người đang ngủ. Hai giờ sau đó, cả khu vực phía Đông Afghanistan lại rung chuyển bởi một trận động đất nữa mạnh 5,1 độ Richter. Tâm động đất nằm ở tỉnh Nangarhâr, cách thủ đô Kabul 80 km về phía đông, cách biên giới Pakistan khoảng 50 km. Các trận động đất đã tấn công vào 4 ngôi làng ở khu vực miền núi cao ở tỉnh phía đông Nangarhâr.

## Thương vong
Ở làng Bhezad Kheil, khoảng 21 người của làng này đã thiệt mạng phần lớn là sau khi mái nhà đổ sập vào người. Trận động đất đầu tiên đã phá hủy tất cả mọi thứ. Ngay sau đó là tiếng kêu khóc và gào thét vang lên khắp nơi. Hai trận động đất đã phá hủy hoặc làm hỏng khoảng 200 ngôi nhà ở 4 ngôi làng thuộc quận Sherzad.

## Cứu hộ
Theo tướng Mohammed Zahir Azimi, một phát ngôn viên Bộ Quốc phòng Afghanistan, binh lính Chính phủ được huy động tới tham gia cứu hộ. "Các hoạt động cứu hộ được tiến hành và những đống đổ nát đang được dỡ bỏ để tìm thêm nạn nhân thiệt mạng hoặc người bị thương", phát ngôn viên Zemarai Bashari của Bộ Nội vụ nói. Những người sống sót ở làng Mir Gadkhel trong khu vực bò trườn qua những ngôi nhà bị san phẳng để tìm kiếm người thân.
"Ba thành viên trong gia đình tôi đã chết và 7 người bị thương", người làng Gul Mohammad nói. "Tôi nghĩ có khoảng 40 người chết và hàng trăm ngôi nhà bị phá hủy". Khu vực thuộc dãy núi Hindu Kush của Afghanistan thường phải hứng chịu hàng chục trận động đất nhỏ mỗi năm. Nhiều ngôi nhà ở Afghanistan được làm bằng bùn đất vì thế dù chỉ là những trận động đất nhỏ cũng có thể gây thương vong và tổn thất lớn.